# Laguna de los Negros
La Laguna de los Negros fue una laguna chilena (actualmente se encuentra rellenada) que existió hasta mediados del siglo XIX en la ciudad de Concepción, tristemente famosa pues era el lugar en donde se arrojaban cadáveres de personas ajusticiadas en el Concepción previo al terremoto de 1751, cuando esta ciudad todavía se ubicaba donde actualmente está la comuna de Penco.

## Geografía
La laguna se ubicaba aproximadamente al norte de donde actualmente se ubican la calle Cruz, entre Rengo y Caupolicán. Tenía una superficie cercana a dos cuadras, o incluso más, y poseía una profundidad considerable.

## Historia
Desde la época anterior al Terremoto de Concepción de 1751, cuando la ciudad de Concepción se ubicaba en lo que actualmente es la comuna de Penco, en la laguna se arrojaban los cadáveres de personas ajusticiadas, que según la tradición católica de ese entonces no podían ser enterradas en sagrado. Según el historiador Benjamín Vicuña Mackenna, los cadáveres eran arrojados con una piedra atada al cuello, luego de haber sido previamente quemados.
En 1804, zarpó desde Valparaíso el buque mercante Trial, el cual transportaba a 72 esclavos africanos de Senegal, en su mayoría mujeres y niños, llegados desde la ciudad argentina de Mendoza. Dentro de la tripulación se encontraba un anciano llamado Babo y su hijo Mure, quienes formaban parte de la familia real de su país. Ambos organizaron un motín dentro del barco, matando a la mayoría de la tripulación, y exigiendo al capitán que los retornara a su país. Sin embargo, el capitán los engañó, llevándolos bordeando la costa de Chile hasta la Isla Santa María, donde se encontraron con la embarcación estadounidense Perseverance, que atacó al Trial, acudiendo en la ayuda del capitán que había huido de los esclavos arrojándose al agua.
Los esclavos fueron capturados y entregados a las autoridades de Concepción. Ocho de ellos fueron juzgados por asesinato, condenados con la pena de muerte en la Plaza de Armas de la ciudad en marzo de 1805, y sus cuerpos fueron arrojados a la laguna.
Se dice que Mure, luego de conocer su condena, reconoció su delito, pero justificándolo como el «resultado inevitable de la crueldad de sus captores y de su falta absoluta de derecho para ir a robar hombres libres a sus hogares». Estas palabras quedaron en el inconsciente colectivo de los penquistas, quienes bautizaron a la laguna como la Laguna de los Negros.

## Influencia cultural
En 2006, la compañía de teatro físico Teatro del Oráculo creó un montaje llamado Laguna de Los Negros, inspirado en la historia del motín de los esclavos africanos, y de su posterior condena.